# Bewelcome
BeWelcome — одна из гостевых сетей, поддерживаемая некоммерческой организацией. Сайт проекта BeWelcome был создан в феврале 2007 года волонтёрами другой гостевой сети Hospitality Club. К марту 2015 года среди членов организации было порядка 80.000 человек по всему миру, предлагающих бесплатное размещение и помощь путешественникам.

## Запросы на ночлег
BeWelcome предоставляет достойным доверия ученым доступ к его анонимным данным для публикации результатов на благо человечества. В 2015 году анализ 97.915 запросов на ночлег от BeWelcome и 285.444 запросов на ночлег Warm Showers показал общую закономерность: чем меньше времени тратится на написание запроса на ночлег, тем меньше вероятность успеха. Поскольку обе сети сформированы альтруизмом, общение с минимальными усилиями, то есть «Copy and Paste Requests», очевидно, раздражает адресатов.